# A Disciplina do Amor
A Disciplina do Amor é um livro de Lygia Fagundes Telles publicado pela primeira vez no Brasil em 1980.

Lançado em 1980 pela escritora Lygia Fagundes Telles, o livro A disciplina do Amor traz escritos de viagens, lembranças, diários, fragmentos que se juntam em uma parte maior que é entrelaçado pela própria escritora. Segundo a crítica, Lygia consegue atingir uma maestria de sua criação literária em textos curtos, mesmo sendo a autora premiada de romances como Ciranda de Pedra, Verão no Aquário e As Meninas.

Em A disciplina do amor, Lygia Fagundes Telles apresenta uma escrita mais livre, que despreza as fronteiras entre a ficção e a realidade, a invenção e a memória, o conto e o relato autobiográfico. Estava lançando um desafio à separação rígida dos gêneros literários. O resultado foi um dos livros mais bem-sucedidos da autora, vencedor do Prêmio Jabuti e do prêmio da Associação Paulista de Críticos de Arte (APCA).

Na obra, ela aparece em seu alter-ego, já que monta uma rede de temas, histórias, lembranças, muitas delas, vividas por ela mesma. Entre escritos de naturezas diversas, ela tece a sua história e mostra que a vida é feita de pequenos detalhes, subtis, encravados no massacrante cotidiano.
Narra suas viagens à China, à Sibéria, intercalando com trechos de seu livro de cabeceira, As Confissões, de Santo Agostinho. Enfim, é um passeio pelo universo psicológico e criativo da escritora, que constróipequenas obras-primas que nos permitem conhecer um pouco mais de seu imaginário. Para ela, “o senso de humor não é negro, nem vermelho, nem azul mas tem as sete cores do arco-íris numa faixa só”.

## Título
Sobre o título do livro, ela responde em um texto em que é questionada por um amigo se o amor tem disciplina, já que ele considera “o amor indisciplinado por natureza”. E ela responde: “Isto só na aparência, na casca... lá nas profundezas ele é de uma ordem e de uma harmonia só comparável à abóbada celeste."

No fragmento que dá título à obra, Lygia conta a história de um cachorro que durante a Segunda Guerra, na França, todos os dias refazia o antigo percurso do dono morto no combate. "Com o passar dos anos (a memória dos homens!) as pessoas foram se esquecendo do jovem soldado que não voltou... Só o cachorro já velhíssimo continuava a esperá-lo na esquina."
O livro olha o mundo atentamente, às vezes com um olhar desencantado, mas sempre compreensivo e terno, na busca da única hipótese de sabedoria nos nossos tempos: “controlar essa loucura razoável”, seguindo o exemplo da “disciplina indisciplinada” dos apaixonados.